# Újkígyós
Újkígyós város Békés vármegyében, a Békéscsabai járásban.

## Fekvése
A Maros hordalékhátán helyezkedik el, Békéscsaba délnyugati szomszédságában, a városközponttól körülbelül 15 kilométerre. A térség másik nagyobb városától, Gyulától nyugatra terül el, bő 20 kilométerre. Szomszédai: észak felől Békéscsaba, kelet felől Szabadkígyós, délkelet felől Kétegyháza, dél felől Medgyesegyháza és Pusztaottlaka, nyugat felől pedig Csabaszabadi. Északnyugat felől viszonylag közel fekszik hozzá Telekgerendás is, de közigazgatási területeik nem határosak egymással. Az USDA klímazóna osztályozása szerint a település területe a 7a kategóriába esik.

### Megközelítése
A település központján kelet-nyugati irányban végighúzódik a Gyula-Csorvás közti 4431-es út, ez a legfontosabb megközelítési útvonala. Békéscsabával a településközpontnak nincs közvetlen közúti kapcsolata, a város központja felől csak kisebb-nagyobb kerülővel lehet megközelíteni, két alternatív útvonalon: vagy a 4432-es úton a nyugati határszélig, majd onnan kelet felé fordulva a 4431-esre, vagy Szabadkígyóson keresztül, a 4433-as, majd szintén a 4431-es úton.
Vasútvonal nem érinti a települést, a legközelebbi vasútállomás a MÁV Szeged–Kötegyán-vasútvonal Telekgerendás vasútállomása.

## Nevének eredete
A legelfogadottabb változat szerint a város nevét – Szabadkígyóséval együtt – a település vidékén egykor található sok kígyóról kaphatta. Megerősítik ezt a feltevést az ugyancsak itt található Kígyós-halom és Kígyós-rétje helynevek is.
Egy Turovszki Krisztián által 2001-ben talált, majd beszolgáltatott lelet-együttes egyik szíjvégén látható kígyó motívum alapján van, aki arra gondolt, hogy a település neve igen korán, a 6–8. században keletkezett, az avarok betelepedésének az idején. László Gyula szerint az öv veretei és azok száma származás- és rangjelző szereppel bírt, ennek következtében egyediek voltak. A ránk maradt övek között nincs két olyan, melynek mintázata megegyezik. Itt jegyezhetjük meg, hogy a korabeli hagyomány szerint általánosan elfogadott jelenség volt, hogy az egyes családok, nemzetségek saját magukról nevezték el szállásterületüket. Nem elhanyagolható Fülöp Gyula régész megjegyzése, miszerint a veretes öv a szabad férfi legfontosabb jelvénye. A veretek mintavilága fontos információhordozó volt. A rajta szereplő állatok például nemzetségjelek formájában, az állatősök megidézői lehettek. Ezt alapul volt, aki feltételezte, hogy Kígyós neve a korabeli gyakorlat szerint egy itt élő nemzetségnév után vált földrajzi névvé. Ezt a feltételezést erősíti meg Euagrius hagiografikus munkája, a Vita Sancti Pancratii, bizánci fogságba került, esetleg már elszlávosodóban lévő (de valójában nem szláv) avarokat szólaltat meg önmagukról: „Mi avar népség vagyunk, mindenféle csúszómászók és négylábúak hasonmásait tiszteljük istenekként. Mindezekkel együtt a tűznek, a víznek és kardjainknak mutatunk be áldozatot." 
A település nevének első ismert okleveles említése 1398-ból való.

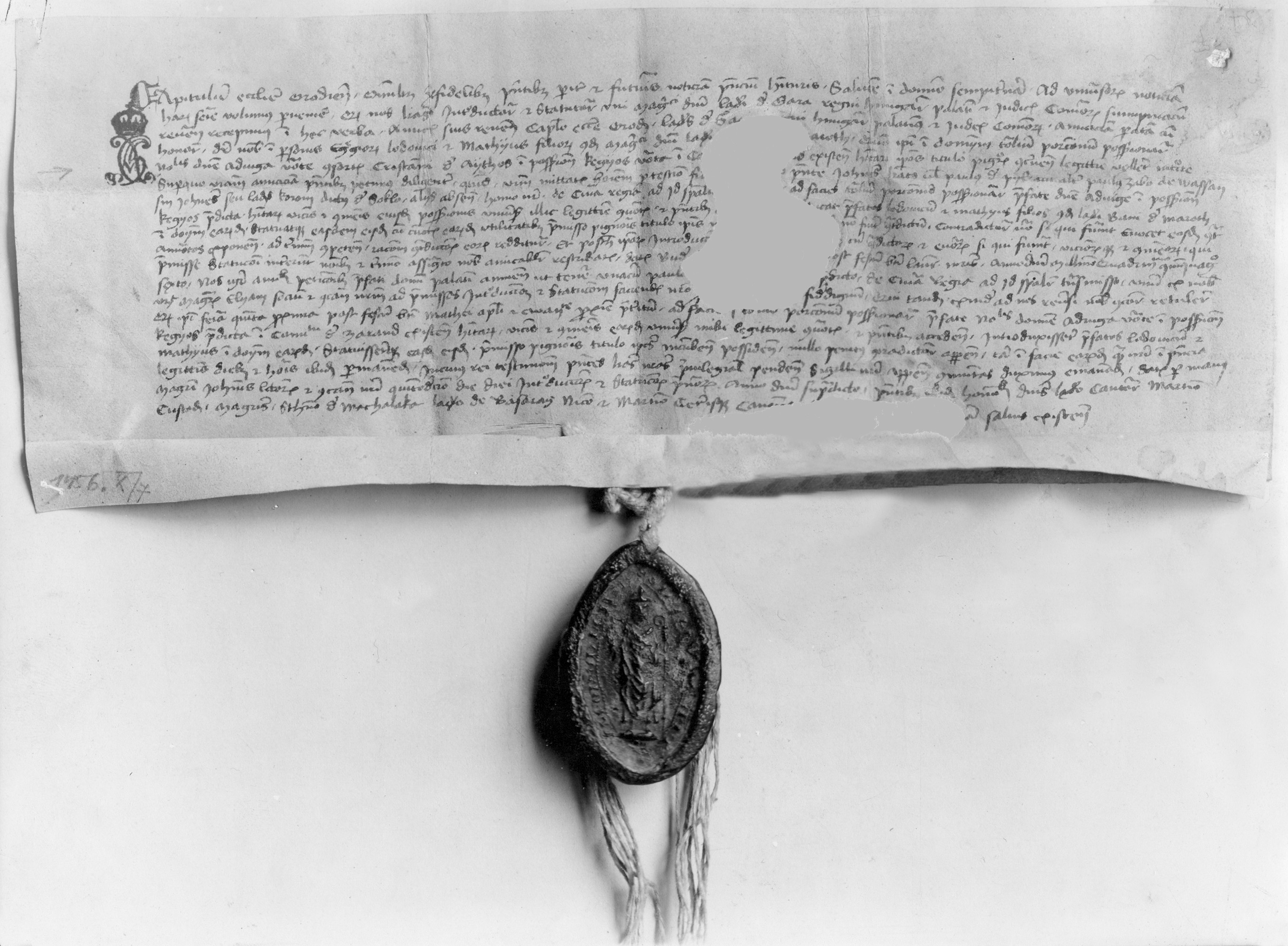
1456. október 7. Az aradi káptalan oklevele

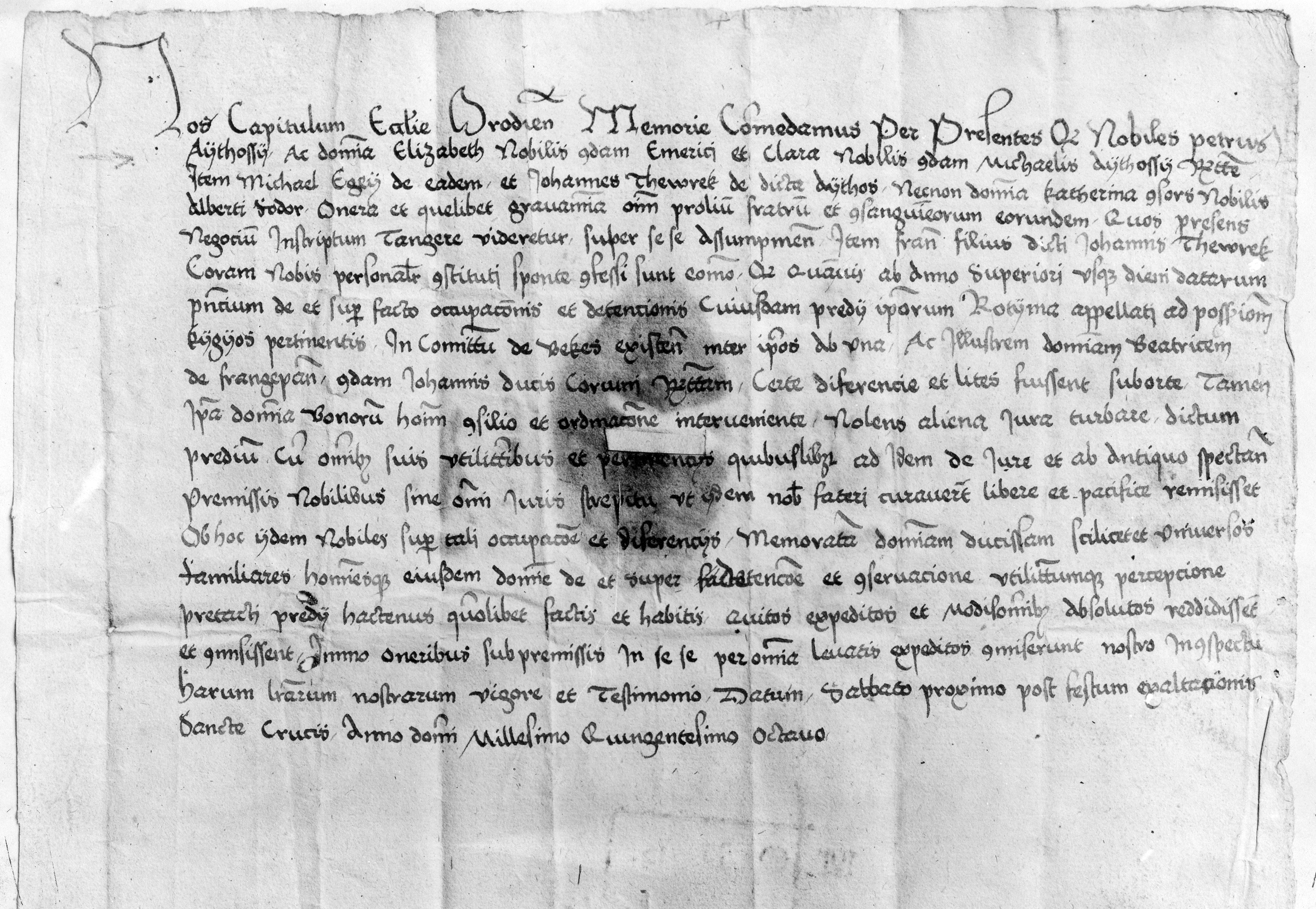
1508. szeptember 16. Az aradi káptalan oklevele

Egy későbbi, 1508. szeptember 16-án keletkezett okirat a települést már nem Zaránd, hanem Békés vármegye területére helyezi. (Ebből az okiratból értesülhetünk Rotymapuszta Kígyóshoz való csatolásáról: "Az aradi káptalan biztosítja, hogy Aythossy Péter, Aythossy Imre özvegye Erzsébet, Aythossy Mihály özvegye Klára, Egey Mihály (Egey András és Aythossy Márta Fia), aythosi Tewrek János és Ferenc, továbbá Fodor …..né Katalin elismerték, hogy Corvin János hg özvegye (Frangepán Beatrix) a békésmi. Kígyós birtokhoz tartozó Rotyma pusztát visszaadta nekik.")
A falu az 1814-es újraalapítása után is ezt a nevet vette föl.

## Története
Újkígyós történetét valójában csak 1814-es alapításától számíthatjuk. A kígyósi birtok 1798-ban került a Wenckheim család tulajdonába. A terület még ekkor is magán viselte a korábbi hadakozások nyomait. Elvadult puszták, mocsarak, itt-ott a régi élet rommá vált emlékei. A török és német dúlásokat csodálatos módon vészelte át Szeged katolikus népe. A békés évtizedekben virágzó, sűrűn lakott vidékké vált. Innen próbált tehát gróf Wenckheim József Antal szerződéssel száz dohánykertész családot idetelepíteni. „Alább írt mai napon az alább írt és mások nevében is megbízott személyeknek a Kígyósi pusztának egy darab részit – írja a gróf a szerződés bevezetőjében – nevezetesen 3500 jugerumokat (holdakat) 1100 négyszögölével számítván árendába adok és adtam a következő módon és feltételek alatt…” A tizenhárom pontból álló szerződés tartalmát a telepesek képviselői is elfogadták, s mint írták: „a feltételekre mi is reá állunk és azokat szoros megtartására magunkat szentül kötelezzük a több társaink nevében is…” A szent kötelességet vállaló egykori bérlők leszármazottai lakják mindmáig a települést.
Az idézett árendás szerződést 1814. szeptember 1-jén látták el kézjegyükkel. A bérleti szerződés értelmében egy-egy család egy „numerus” földet kapott, amely 27 kisholdból állott, 5 hold belsőségből, 5 hold legelőből és 17 hold külsőségből. A bérlet 40 évre szólt, s azt annak lejártával újabb 30 esztendőre meghosszabbították.
1845. február 15-én kelt gróf Wenckheim József Antalnak az a rendelete, amelynek alapján Újkígyós lakosainak húsz tagból álló testületet kellett választania. Karácsonyi János szerint ez a húsz fő a kígyósi kertészség legtekintélyesebb családfőiből állt, és Nép-Vének Tanácsának nevezte magát. Elnöknek Léhner Mihály katolikus plébánost választották.

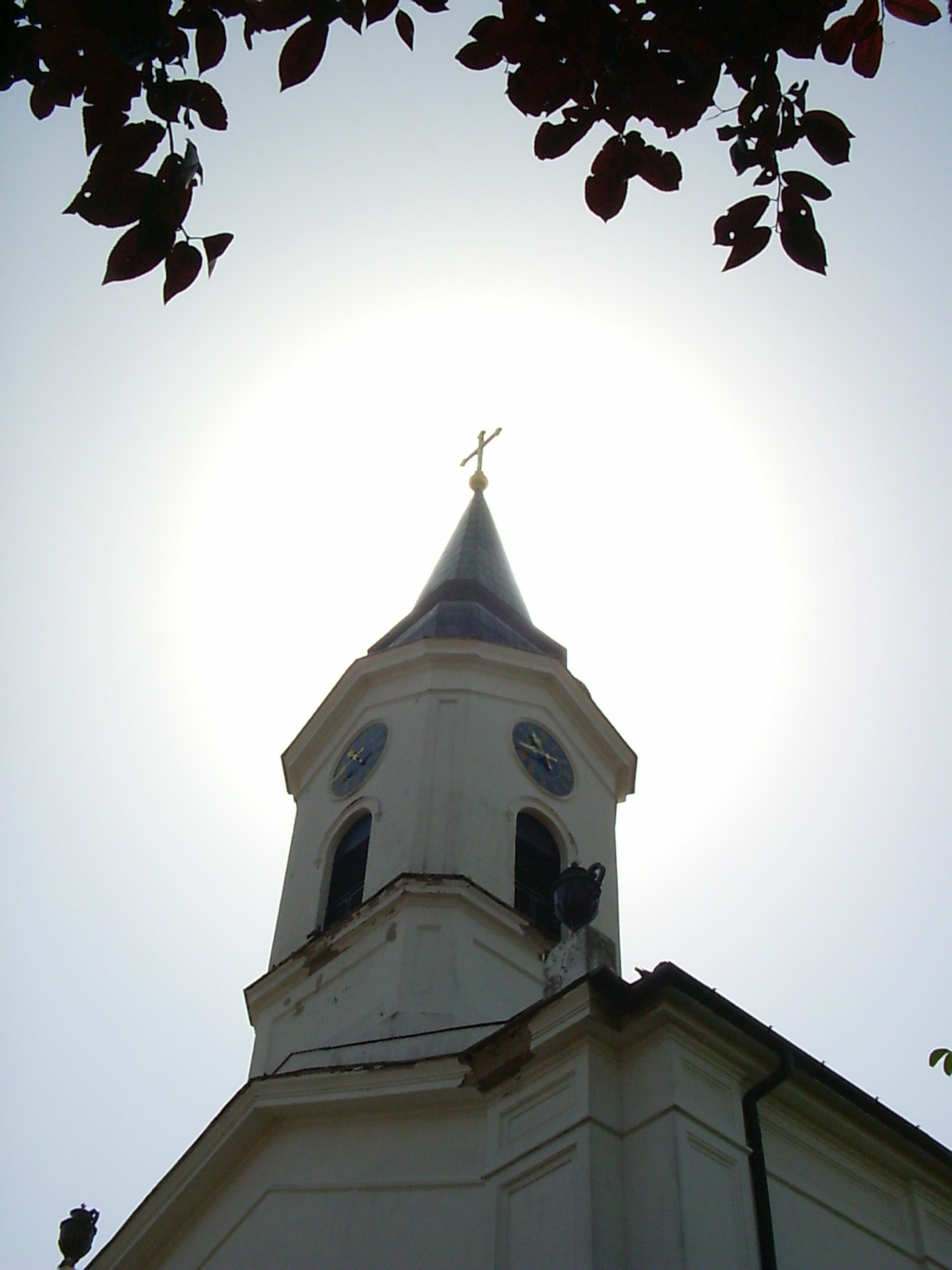
Római katolikus templom
A Nép-Vének Tanácsának fölállítása és működése kísérlet volt a hagyományos, magyar önkormányzat lehetőségek szerinti, részleges visszaállítására egy telepített kertészfalu adók és bérleti szerződések szabta szűkös lehetőségei között. Ez az önkormányzat korlátozott volt ugyan, de egy élő közösség, amely az élet minden területére kiterjedő hatáskörű vezetésként működött.
A testület feloszlatását 1848. február 22-én az orosházi főszolgabíró rendelte el Léhner Mihálynak címzett átiratában. A főszolgabíró a törvényekkel ellentétesnek minősíti a nép-vének gyűlésének tevékenységét, mert a közigazgatás működése felett a megye gyakorol felügyeletet a főszolgabíró útján. A bürokratikus hatalom nem tudta elviselni a természetes, szerves önkormányzatot, még akkor sem, ha annak lehetőségei korlátozottak.
A kígyósi nép hagyományosan dohánytermesztéssel foglalkozott. A vidék lakói körében ismertté vált hírük-nevük és községük híresen rendezett állapota. A dohány meghatározó kultúrnövénye volt a községnek egészen a termelőszövetkezet nem teljesen önkéntes alapon történő megszervezéséig.
1858-ban megépült a vasút Szolnok és Arad között, amely Újkígyóshoz közel vezetett, s ez nagyban hozzájárult a település gazdasági fejlődéséhez. Időközben a zömében katolikus újkígyósiak kis méretű templomukat kinőve új templom építésébe fogtak Léhner Mihály plébános kezdeményezésére, melyhez az uradalom is jelentős támogatást nyújtott. 1858-ban készült el a templom, amelyet Szűz Mária védelmébe ajánlottak, és ma is szép állapotban látható.
Az Újkígyósi Szűz Mária Szent Neve Templomról dr. Bálint Sándor néprajzi egyetemi tanár 1959. XI. 15-én tollba mondott szakvéleménye: "A romantikus építészeti stílus jellegzetességeit mutatja. A maga idején korának legmodernebb egyházművészeti stílusában épült. Műemléki értéke kétségtelen. Czigler Antal a mestere. A mennyezeti freskók az ún. nazarénus iskolai irányt tükrözik. Ismeretes, hogy a nazarénusok Rómában külön egyházművészeti közösséget alkottak a német Johann Friedrich Overbeck (1789-1869) és a magyar Szoldatits Ferenc (1820-1916) festőkkel az élen. Céljuknak a középkori egyházművészet, elsősorban a quattrocento (Raffaello, Botticelli, Philippe Lippi, Giovanni Bellini) áhítatos, bensőséges, lírai szellemének, egyháziasságának feltámasztását tűzték ki. Szoldatitsnak ilyen alkotásai vannak Egerben (székesegyház), Budapest, Temesvár, Szeghalom templomaiban. (Éder: Művészeti lexikon.) Kiss Alajos egri festő tanár Újkígyóson ezeket a hagyományokat követte. A freskók keretdíszei, emblémái szintén átlagon felüli ízlésről tanúskodnak. Esetleges restauráláskor feltétlenül megkímélendők. A főoltárkép Fischer Károly gyulai festőnek, Munkácsy Mihály első mesterének alkotása. A mellékoltárok szentképei is ihletett alkotások, ha nem is jelentékenyek. A Szent József-kép már sablonosabb. A szobrok nem ütik meg a templomi műalkotások színvonalát. A Wenckheim-címer a múltnak egyik megbecsülendő darabja. A külső fal Szent Ferenc és Szent Vendel szobrai szegedi hagyományokra utalnak. (Alsóvárosi oltárok, Alsótanyán a Szt. Vendel kápolna is.)
1884-ben a község területének földjét és egy szép nagy határrészt megvásárolt az ókígyósi méltóságos grófi uradalomtól. Bankkölcsön segítségével örök időkre megváltotta, ezért ezt a határrészt ma is Örökföldnek nevezzük. A bankkölcsönt a község nagy nehézségek árán, szigorú rendszabályok betartása mellett 1905-re fizette ki teljesen. A rendszabályok szigorát jól jellemzi az a kitétel, miszerint, ha valakik „hanyagságuk, könnyelműségük vagy rossz akaratuk által az egész községet könnyen a végpusztulás örvényébe sodorhatják: – minden per s bírói eljárás mellőzésével a választandó bizottság és a községi elöljáróság közbejöttével birtokaikból kibecsültetnek…”
Az örökváltsági kölcsön térítésének kötelezettsége különböző módon terhelte meg a különböző adottságokkal bíró családokat. A korábban kisebb különbségeket mutató vagyonmegoszlás egyre szembetűnőbbé vált. Az ügyesebb, több munkaerővel bíró, jobb fizikai és szellemi adottságokkal rendelkező családok, gazdák megerősödtek, mások még meglévő vagyonukat sem bírták megtartani. Jól szemlélteti ezt a folyamatot a földbirtok megoszlását bemutató táblázat, amely az 1935-ös állapotot tükrözi:
A gazdaság
területe
A gazdaságok
száma
	Terület összesen
(kh)
Szántóföld nélkül
	353 		113
1 kh-nál kisebb
	80 		55
1–5 kh-ig
	424 		1 168
5–10 kh-ig
	107 		787
10–20 kh-ig
	119 		1 702
20–50 kh-ig
	33 		853
50–100 kh-ig
	1 		92
500–1000 kh-ig
	1 		676
1000 kh-nál nagyobb
	1 		9 732
Összesen
	1 119 		15 178
Mint az a táblázatból is kitűnik, Újkígyóson igen erős volt az önmagát eltartani képes, sajátos gazdaidentitással élő, kis és közepes nagyságú földdel rendelkező birtokosréteg. Ez a társadalmi csoport, amely önmagában is a település összlakosságának több mint felét adta, erős vallási és nemzeti elkötelezettséggel bírt. Talán az ő számukra jelentett leginkább súlyos hátrányokat az 1945 utáni fordulat. 1948-ban megalakult a „Dózsa” Termelőszövetkezeti Csoport 33 taggal 100 kh szántóföldön. 1950-ben „Új Élet” néven újabb TSzCs alakult 24 taggal, 158 kh földterületen. 1950-ben jött létre a régi önkormányzat helyett a Községi Tanács. Egyidejűleg az addig Újkígyóshoz tartozó Ókígyós önálló községgé vált Szabadkígyós névvel, s a közigazgatás elszakadt Újkígyóstól.
1958-ban a tanácsülés jóváhagyta a községrendezési tervet, mellyel a régi 3–5 kh-ig terjedő belsőségeket házhelyekké parcellázták fel. Ekkor a közintézmények részére fenntartott helyeken kívül 220 építési telket alakítottak ki első lépésként a községben. Később további házhelyeket biztosított a folyamatosan megnyíló új utcák sora. 1960-ra Újkígyós termelőszövetkezeti község lett. Két régebbi tsz (Dózsa, Új Élet) egyesült az újonnan belépő tagsággal, és az egyesülés után felvették az Aranykalász nevet. 1508 katasztrális hold területet biztosítottak a háztáji gazdaságok részére. Öt üzemegységet alakítottak ki.
Az Aranykalász MgTsz 1992. október 30-án alapvető változásokon ment át. A faipari dolgozók (akik megalakították az ÚFA Bt.-t), a gazda- szövetkezeti tagok és az első egyéni kiválók távoztak a tsz-ből. A későbbiekben maga a tsz is több kisebb szövetkezetre vált szét.
1970-ben lett Úkígyós nagyközség, és 1977-ben alakult meg Újkígyós és Szabadkígyós Közös Tanácsa Újkígyós székhellyel. A társközségi kapcsolat 1990-ig állt fenn. 1982-ben megszűnt a Gyulai járás. Újkígyós ettől kezdve (mint városkörnyéki község) Békéscsabához tartozott közigazgatásilag.
1989-es évet társadalmi pezsdülés jellemezte. Ebben az évben, a rendszerváltás után helyi választásokra került sor. Létrejött az új önkormányzat. Az új polgármester Bozó Imre lett, a jegyző a korábbi Vb. titkár: Bálint Istvánné dr. Tomán Piroska maradt.
Újkígyós 2009. július 1. óta város.

## Közélete

### Polgármesterei
| Polgármester | Polgármester          | Polgármester         | Megjegyzés |
| ------------ | --------------------- | -------------------- | ---------- |
| 1990–1994    | Bozó Imre             | FKgP                 |            |
| 1994–1998    | Bozó Imre             | FKgP-KDNP-MDF-SZDSZ  |            |
| 1998–2002    | Bozó Imre             | FKgP                 |            |
| 2002–2006    | Kovács Lajos          | független            |            |
| 2006–2010    | Szebellédi Zoltán     | KDNP-Fidesz-Gazdakör |            |
| 2010–2014    | Szebellédi Zoltán     | Fidesz-KDNP-Gazdakör |            |
| 2014–2019    | Szebellédi Zoltán     | Fidesz-KDNP-Gazdakör |            |
| 2019–2024    | Botyánszki Pál László | független            |            |
| 2024–        | Oláh Timót            | független            |            |

A településen a 2002. október 20-án megtartott önkormányzati választás érdekessége volt, hogy az országos átlagot jóval meghaladó számú, összesen 8 jelölt indult a polgármesteri posztért. Ilyen nagy számú jelöltre abban az évben az egész országban csak négy másik település (Erdőtelek, Fonyód, Gyula és Mezőfalva) lakói szavazhattak, ennél több, 10 aspiránsra pedig csak két községben, a frissen önállóvá vált Berentén és Úriban akadt példa.

## Népesség
A település népességének változása:
| Lakosok száma | 5226 | 5160 | 4897 | 4844 | 4732 | 4683 | 4675 |
|               | 2013 | 2014 | 2019 | 2021 | 2022 | 2023 | 2024 |

2001-ben a település lakosságának 98%-a magyar, 1%-a roma, 1%-a egyéb (főleg szlovák és román nemzetiségűnek vallotta magát.
A 2011-es népszámlálás során a lakosok 90,9%-a magyarnak, 2,4% cigánynak, 0,3% németnek, 0,8% románnak, 0,5% szlováknak mondta magát (9,1% nem nyilatkozott; a kettős identitások miatt a végösszeg nagyobb lehet 100%-nál). A vallási megoszlás a következő volt: római katolikus 54,3%, református 3,3%, evangélikus 3,7%, görögkatolikus 0,4%, felekezeten kívüli 16,1% (19,7% nem nyilatkozott).
2022-ben a lakosság 90,8%-a vallotta magát magyarnak, 1,1% cigánynak, 0,8% németnek, 0,7% románnak, 0,4% szlováknak, 0,1% lengyelnek, 2,4% egyéb, nem hazai nemzetiségűnek (9% nem nyilatkozott; a kettős identitások miatt a végösszeg nagyobb lehet 100%-nál). Vallásuk szerint 35,5% volt római katolikus, 2,9% evangélikus, 2,7% református, 2,1% egyéb keresztény, 0,9% egyéb katolikus, 0,4% görög katolikus, 0,3% ortodox, 16,8% felekezeten kívüli (38,2% nem válaszolt).

## Látnivalók

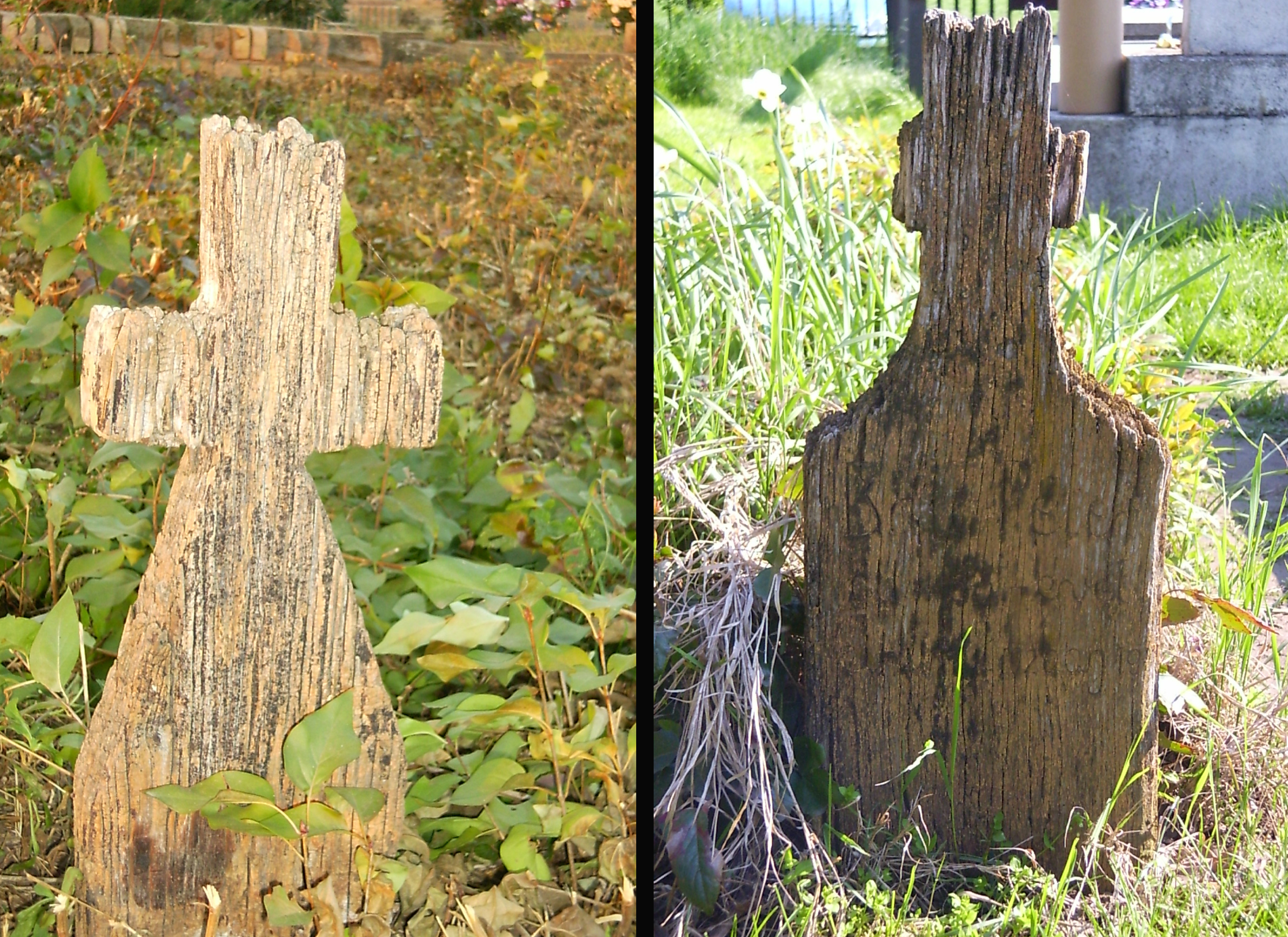
Az utolsó fakeresztek

- hagyományos, sajátos újkígyósi vonásokat hordozó deszkaoromzatos házak

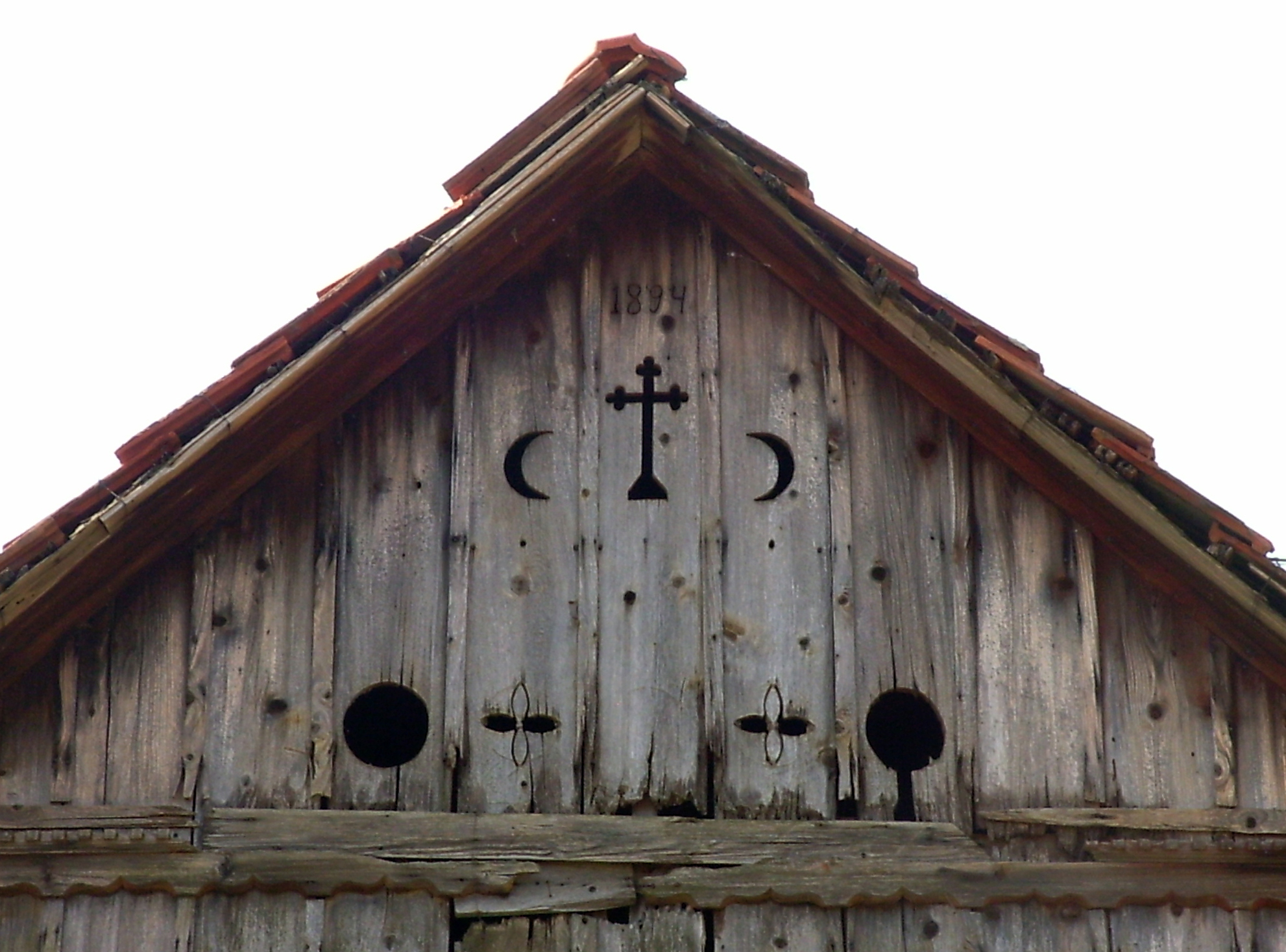
Hagyományos deszkaoromzatos ház. Épült Kossuth Lajos halálának évében, 1894-ben.

- Római Katolikus Templom és oltárképe – Fischer Károly és Munkácsy Mihály munkája.
- hagyományos újkígyósi temetői fakeresztek
- Ipolyi Arnold Népfőiskola helytörténeti kiállítása
- a város határában található kunhalmok (kurgánok)

## Díszpolgárok
Az Újkígyósi Keresztény Ifjúságért Alapítvány munkatársai és a diák munkában résztvevő fiatalok által folytatott levéltári helytörténeti kutatások során kiderült, hogy Újkígyóson ay első díszpolgári címek adománzoyására 1927-ben került sor. 
Az első díszpolgár gróf Wenckheim József (1877-1952) lett.
Idézet a jegyzőkönyvből: „Újkígyós község is egy régi adósságát akarja leróni az egész gróf Wenckheim családdal szemben, amikor annak, akinek jelenlegi képviselőjét gróf Wenckheim József őméltóságát első díszpolgárává választja, azzal a gróf Wenckheim családdal szemben akinek köszönhető a község létesítése, s akivel több mint 100 éven át szoros összeköttetésben állott, jó vagy balsorsban mindig együtt érzett a község lakosságával és mindenkor igen nagy jóindulattal viseltetett velük szemben és mindenkor megértő jóakarattal teljesítette minden méltányos kérésünket.
(…) A képviselő testület tagjai általános helyeslés és éljenzés közepette (mintegy varázsütésre) helyükől egyszerre történt felállással adtak kifejezést akaratnyilvántásuknak…)”
A művészi kivitelű díszpolgári oklevél átadására 1927. december 10-én tartott díszközgyűlés alkalmával került sor.
A második díszpolgári címet a község gróf Bethlen István miniszterelnök úrnak adományozta. 
Elismervén a Trianoni békeszerződés utáni ország helyreállításában „(…) hazafias, önzetlen, odaadó, fáradságot nem ismerő munkásságát.” A határozatból kiderül, hogy a díszpolgári oklevelet 6 főből álló küldöttség vitte el a miniszterelnök úrnak. A küldöttséget Seres Mihály községi bíró vezette. 
A díszpolgári cím adományozását a képviselő testület 1996-tól folytatta.
- 1996 Szigeti Antal
- 1997 néhai gróf Wenckheim József Antal
- 1998 néhai dr. Juhász Béla
- 2000 néhai Csatlós Balázs
- 2000 Gera Katalin
- 2001 néhai Králik Jánosné Füzesi Etelka
- 2002 Skaliczki László
- 2003 néhai Bozó József
- 2006 Buday György
- 2007 Domokos László
- 2010 Süli János
- 2011 Dr. Gera László
- 2012 Erdélyi István
- 2013 Dr. Vincze Gábor
- 2014 Dr. Domokos István
- 2015 Dr. Véghné Dr. Csatlós Margit
- 2016 Dr. Kása Péter
- 2017 Csulik Pálné
- 2018 Fejes Antal
- 2019 Dr. Takács Árpád

## Híres emberek
- Balázs Irén (Ókígyós, 1935. július 28. – 2012. február) textilművész, Ferenczy Noémi-díjas (1992)
- Gera Katalin (Csernák Árpádné, Újkígyós, 1943. november 9. –) festő, szobrász
- Harangozó Imre néprajzkutató
- Jagasics V. Csonka Hedvig ruhatervező, Újkígyós. Közel tíz éve tervez ruhákat az Aboriginaltól kezdve nagyon sok cégnek. Saját márkája a Sugarbird.
- Dr. Kása Péter kutatóorvos
- Králik Jánosné Füzesi Etelka (Kiskundorozsma, 1939. június 30. –?) tanárnő, iskolaigazgató, festőművész, író
- Mohácsi Árpád 2000-ben az év magyar kézilabdázója, 77-szeres válogatott, 3-szoros magyar, valamint görög gólkirály. Athén belvárosának díszpolgára. 2012-ben megválasztották a XX. század békéscsabai kézilabdázójának.
- Nátor János (Újkígyós, 1925. augusztus 14. –?) nyugdíjas főtanácsos, a Munka Érdemrend ezüst fokozata (1982), Szeghalom Város Pro Urbe kitüntetett (1990)
- Dr. Pándy Kálmán 1868. október 14-én született Újkígyóson, 1945-ben hunyt el Budakalászon. Gyulán a Békés megyei kórház az ő nevét viseli.
- Rákóczi Ferenc (Újkígyós, 1970. május 11. –) rádiós műsorvezető.
- Rostás-Farkas György (Újkígyós, 1949. február 28. –) cigány író, műfordító és nyelvész.
- Skaliczki László kézilabdaedző. Újkígyós díszpolgára.
- Stummer János (1984–) magyar politikus, a Jobbik Magyarországért Mozgalom országgyűlési képviselője, a párt alelnöke volt.
- Dr. Takács Árpád  (Gyula, 1972. június 7. –) tűzoltó dandártábornok, út-hídépítő mérnök, jogász, veszélyesáru-szállítási biztonsági tanácsadó, katasztrófa- és tűzvédelmi szervező, kormánymegbízott. Megkapta a Szolgálati Érdemjel arany fokozatát, a Magyar Köztársasági Arany Érdemkeresztet, valamint a Vas Megye Önkormányzatának Szolgálatáért elismerést. 2020 szeptembere óta a Gál Ferenc Egyetem címzetes egyetemi tanára és Újkígyós díszpolgára.
- Zsótér József (Újkígyós, 1927. október 19. –?) helytörténeti kutató

## Testvértelepülések
- Csíkszépvíz, Románia (2008)
- Zápszony, Ukrajna (2015)
- Zimándújfalu, Románia (2015)